# Garganega

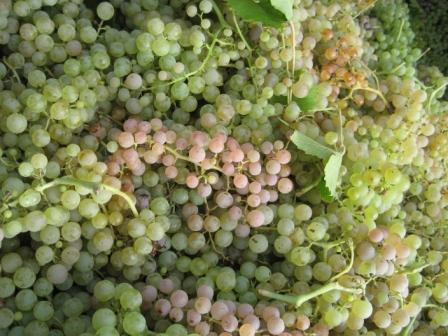
Garganega, Trauben bei der Ernte

Garganega ist eine Weißweinsorte, die vor allem in der italienischen Region Veneto verbreitet ist. Die Rebe ist auch häufig in den italienischen Regionen Lombardei und Umbrien anzutreffen.

## Herkunft, Abstammung
Die Sorte stammt wahrscheinlich aus der Provinz Verona in Venetien.
Die sehr alte Rebsorte wurde bereits im 13. Jahrhundert von Petrus de Crescentiis (1230–1320) erwähnt. Wie bei einigen anderen italienischen Rebsorten wie unter anderem Greco wird ein griechischer Ursprung vermutet, was sich auch durch das Vorkommen auf Sizilien bestätigen würde. Bis heute konnten aber keine genetischen Beziehungen zu griechischen Sorten festgestellt werden.
Garganega gilt im europäischen Genpool als Leitsorte, von der viele andere abstammen. Sie ist identisch mit der auf Sizilien angebauten Grecanico Dorato (Grecanico) und mit der im spanischen Catalunya früher kultivierten Malvasía de Manresa. Direkte Eltern-Nachkommen-Beziehungen gibt es zu den Sorten Albana, Catarratto Bianco, Dorona di Venezia, Malvasia Bianca di Candia, Marzemina Bianca, Montonico Bianco, Mostosa, Trebbiano Toscano und Susumaniello. Weiters besteht eine genetische Nähe zu den Sorten Corvina Veronese, Dindarella, Oseleta und Rondinella. Die Sorte war auch Kreuzungspartner bei den Neuzüchtungen Fedit 51 und Pirovano 91.
Die Sorten Garganega und Grecanico Dorato (ist der Sortenname in Sizilien) sind identisch (siehe Synonyme).

## Ampelographische Sortenmerkmale

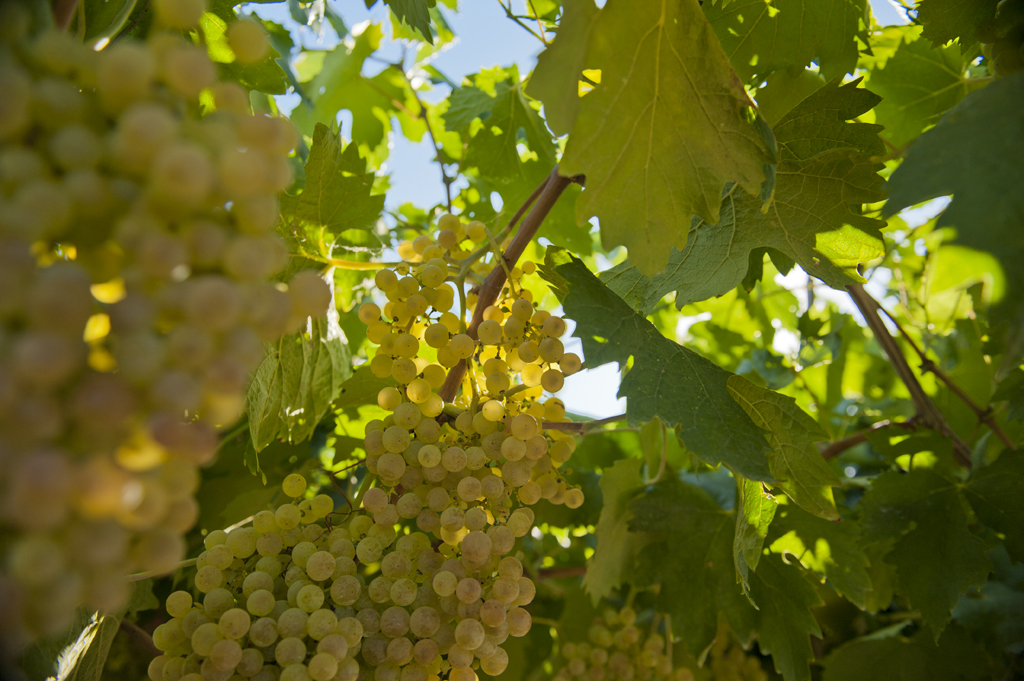
Garganega

- Die Triebspitze ist weißwollig behaart mit sehr leicht rötlichem Anflug. Die grünen, leicht weißfarbenen Jungblätter sind leicht wollig behaart.
- Die mittelgroßen Blätter sind meist fünflappig und stark gebuchtet. Die Stielbucht ist lyren-förmig geschlossen. Der Blattrand ist stumpf gezahnt. Die Zähne sind im Vergleich der Rebsorten mittelbreit gesetzt. Die Blattoberfläche (auch Spreite genannt) ist blasig derb.
- Die walzenförmige Traube ist groß, 20 – 25 cm lang und lockerbeerig. Die rundlichen Beeren sind mittelgroß und von rosé bis weißlicher Farbe. Die Beere ist saftig und von leicht parfürmiertem Geschmack; der Saft ist farblos.

Reife: Garganega reift ca. 30 Tage nach dem Gutedel und zählt zu den spätreifenden Sorten.

## Verbreitung
Die Weltanbaufläche 2010 beträgt 15402 ha und wird in Italien, Argentinien und Brasilien kultiviert. 1990 waren es noch 16549 ha.
Sie ist mit ca. 13.050 ha (1998) Anbaufläche eine wichtige italienischen Weißweinreben und Hauptbestandteil wichtiger Weißweine, zum Beispiel Colli Berici, Colli Euganei, Gambellara oder Soave.

## Wein

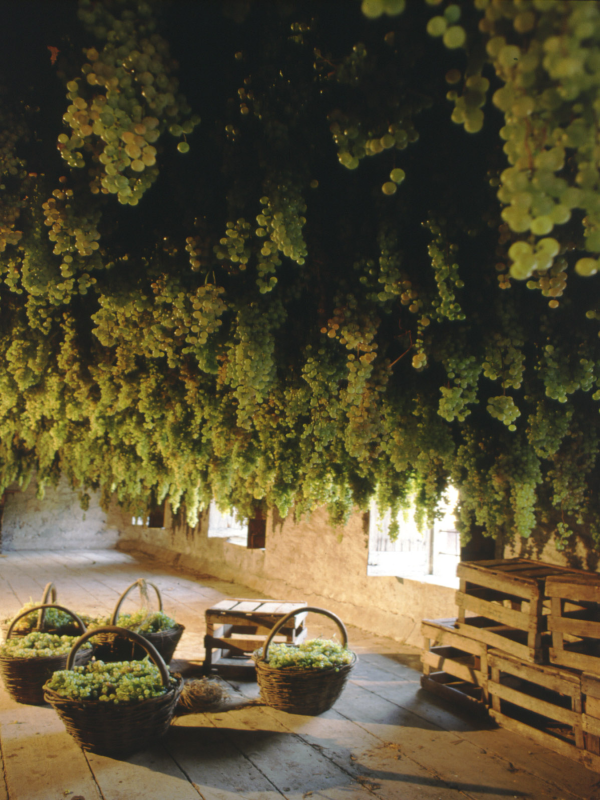
Die picai ist eine Methode der natürlichen Trocknung von Trauben im Westen der Provinz Vicenza verwendet, um die Recioto di Gambellara und Vin Santo di Gambellara herzustellen.

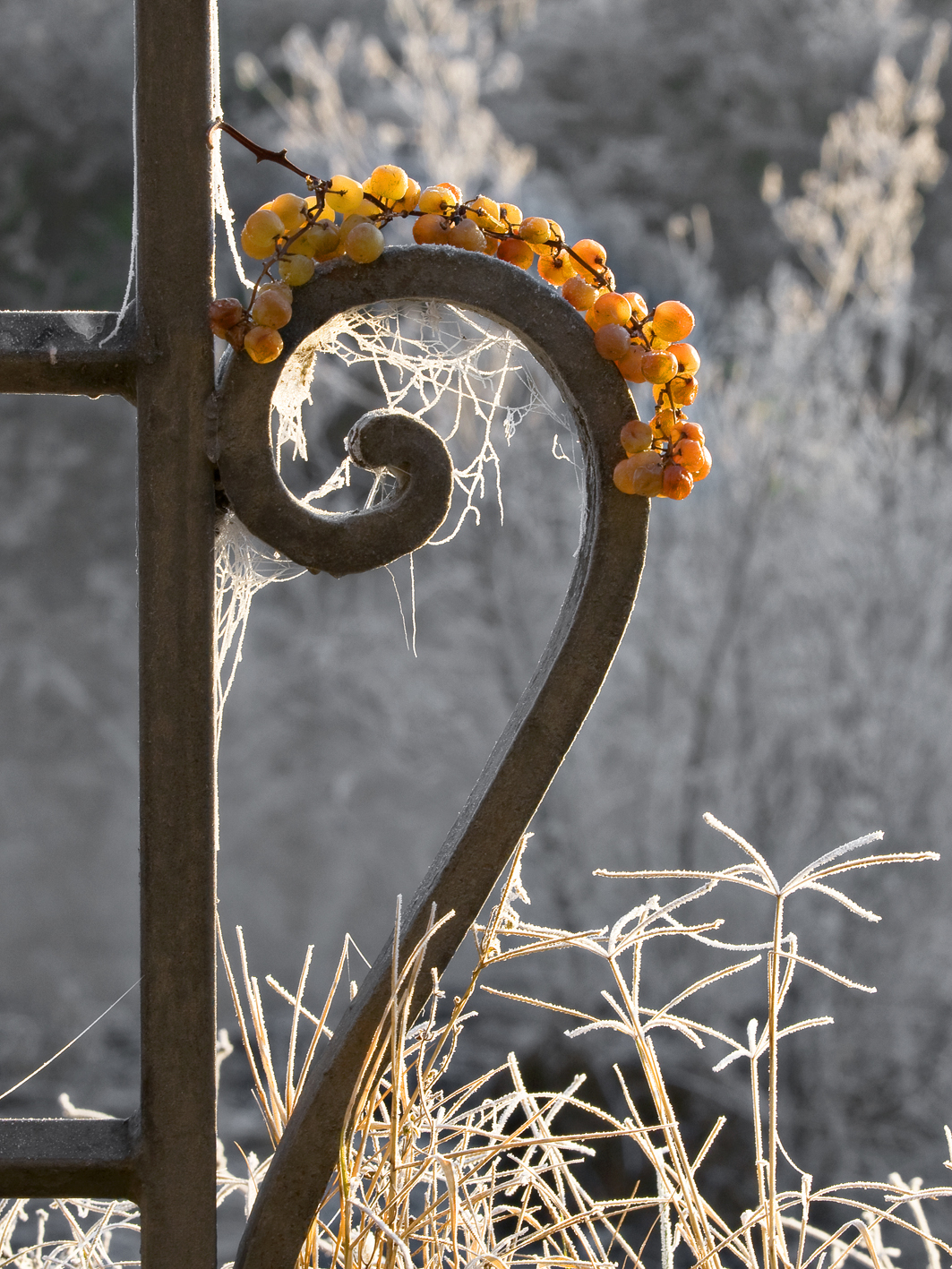
Teilrosinierte Trauben der Rebsorte Garganega

Die spätreifende Sorte ist sehr ertragreich und bringt duftige Weine mit angenehmem, wenn auch nur leichtem Mandel- und Zitronenaroma (→ Aromen im Wein) hervor. Bei rigoroser Ertragsbeschränkung können dichte, füllige Weine hergestellt werden. Bei hohem Ertrag wird der Wein ziemlich dünn und besitzt nur einen neutralen Geschmack.
In getrocknetem Zustand können die Beeren zu Vino Santo oder Recioto di Soave verarbeitet werden. Lokal ist die Sorte auch als Tafeltraube beliebt.

## Eigenschaften
Garganega ist gut widerstandsfähig gegen Pilzkrankheiten. Die Erträge sind regelmäßig und hoch.

## Synonyme
Bianchetto, D’Oro, Decanico, Dorana di Venetia, Garganega Bianca, Garganega Bijela, Garganega Comune, Garganega, Gambellara, Garganega Gentile, Garganega Grossa, Garganega Piramidale, Garganega Veronese, Garganego, Garganegra, Gargania, Garganica, Gracanico Dorato, Grecani, Grecanico, Grecanico Bianco, Grecanico Dorato, Grecanicu Biancu, Grecanio, Greccanico, Greco d’Arcetri, Lizzara, Malvasia Bianca di Basilicata, Malvasia de Manresa, Ora, Ora d’Oro, Oro, Ostesa, Ostesona, Recanico, Recanicu, Weisser Terlaner.
Trotz morphologischer Ähnlichkeiten darf sie nicht mit den Sorten Dorona di Venezia, Ribolla Gialla oder Vitovska verwechselt werden.